# Campionatul Mondial de Atletism din 2017 - Aruncarea suliței (masculin)
Proba masculină de aruncare a suliței de la Campionatul Mondial de Atletism din 2017 a avut loc pe Stadionul Olimpic pe 10 și 12 august.

## Rezumat
Treisprezece sportivi au reușit aruncări peste baremul de calificare automată pentru a ajunge în finală. În prima serie de aruncări, Johannes Vetter (GER) a realizat aruncarea câștigătoare, 89,89 m. La sfârșitul rundei, coechipierul său Thomas Röhler a aruncat 87,08 m urcând pe locul al doilea. În cea de a doua serie de aruncări, Jakub Vadlejch (CEH) a realizat o aruncare foarte apropiată de cea a lui Vetter, măsurând 89,73 m. La sfârșitul seriei, Röhler a îmbunătățit prima aruncare ajungând la 88,26 m. În următoarele trei serii, nimeni nu a putut depăși cea de a treia cea mai bună aruncare, nici măcar liderii, deși Petr Frydrych (CEH) a aruncat 87,93 m de două ori. La aruncarea final, Frydrych a aruncat 88.32m reușind să câștige medalia de bronz. Ambii sportivi cehi sunt antrenați de deținătorul recordului mondial Jan Železný. Ambii sportivi au reușit, cu aceste aruncări, cele mai bune rezultate personale

## Baremul de calificare
Pentru calificare automată în finală un sportiv trebuia să arunce sulița la o distanță de 83 de metri.

## Rezultate

### Calificări
Calificările a avut loc pe 10 august, sportivii fiind împărțiți în două grupe, cu Grupa A începând la ora 19:03 și Grupa B la ora 20:34. Sportivii care au atins baremul de calificare de 83,00 de metri ( C ), sau cei mai buni 12 sportivi ( c ) s-au calificat pentru finala. Rezultatele globale au fost următoarele: 
| Loc | Grupa | Nume                | Naționalitate              | Serie | Serie | Serie | Lungime       | Note      |
| Loc | Grupa | Nume                | Naționalitate              | 1     | 2     | 3     | Lungime       | Note      |
| --- | ----- | ------------------- | -------------------------- | ----- | ----- | ----- | ------------- | --------- |
| 1   | A     | Johannes Vetter     | Germania                   | 91,20 | -1    | -1    | 91,20         | (C)       |
| 2   | B     | Petr Frydrych       | Cehia                      | 86,22 | -1    | -1    | 86,22         | (C), (SB) |
| 3   | B     | Keshorn Walcott     | Trinidad-Tobago            | 86,01 | -1    | -1    | 86,01         | (C)       |
| 4   | A     | Tero Pitkämäki      | Finlanda                   | 85,97 | -1    | -1    | 85,97         | (C)       |
| 5   | B     | Andreas Hofmann     | Germania                   | 82,35 | 85,62 | -1    | 85,62         | (C)       |
| 6   | B     | Ioannis Kiriazis    | Grecia                     | 84,60 | -1    | -1    | 84,60         | (C)       |
| 7   | B     | Davinder Singh Kang | India                      | 82,22 | 82,14 | 84,22 | 84,22         | (C)       |
| 8   | B     | Thomas Röhler       | Germania                   | 80,88 | 83,87 | -1    | 83,87         | (C)       |
| 9   | B     | Jakub Vadlejch      | Cehia                      | 83,87 | -1    | -1    | 83,87         | (C)       |
| 10  | B     | Magnus Kirt         | Estonia                    | 83,86 | -1    | -1    | 83,86         | (C)       |
| 11  | A     | Ahmed Bader Magour  | Qatar                      | 83,83 | -1    | -1    | 83,83         | (C)       |
| 12  | A     | Julius Yego         | Kenya                      | 83,57 | -1    | -1    | 83,57         | (C)       |
| 13  | A     | Marcin Krukowski    | Polonia                    | 81,79 | 77,48 | 83,49 | 83,49         | (C)       |
| 14  | A     | Hamish Peacock      | Australia                  | 77,88 | 82,46 | 82,19 | 82,46         |           |
| 15  | A     | Neeraj Chopra       | India                      | 82,26 | x     | 80,54 | 82,26         |           |
| 16  | A     | Jaroslav Jílek      | Cehia                      | 73,48 | 72,79 | 80,97 | 80,97         |           |
| 17  | A     | Andrian Mardare     | Republica Moldova          | 78,68 | 76,80 | 80,18 | 80,18         |           |
| 18  | B     | Cyrus Hostetler     | Statele Unite ale Americii | 77,51 | 75,79 | 79,71 | 79,71         |           |
| 19  | A     | Rolands Štrobinders | Letonia                    | 78,22 | 79,68 | 79,28 | 79,68         |           |
| 20  | B     | Anderson Peters     | Grenada                    | 70,49 | 78,99 | 78,82 | 78,99         |           |
| 21  | B     | Norbert Rivasz-Tóth | Ungaria                    | 78,76 | 74,37 | 74,22 | 78,76         |           |
| 22  | A     | Cheng Chao-tsun     | Taipeiul Chinez            | 76,58 | x     | 77,87 | 77,87         |           |
| 23  | A     | Ryohei Arai         | Japonia                    | x     | 77,38 | 74,77 | 77,38         |           |
| 24  | B     | Ben Langton-Burnell | Noua Zeelandă              | 76,46 | 73,47 | 74,46 | 76,46         |           |
| 25  | A     | Tanel Laanmäe       | Estonia                    | 76,41 | 73,84 | x     | 76,41         |           |
| 26  | A     | Vítězslav Veselý    | Cehia                      | 75,50 | x     | x     | 75,50         |           |
| 27  | A     | Pavel Mialeshka     | Belarus                    | 75,33 | x     | x     | 75,33         |           |
| 28  | B     | Braian Toledo       | Argentina                  | 75,24 | x     | 75,29 | 75,29         |           |
| 29  | B     | Alexandru Novac     | România                    | 74,67 | x     | x     | 74,67         |           |
| 30  | B     | Rocco van Rooyen    | Africa de Sud              | 73,93 | 74,02 | 70,27 | 74,02         |           |
| 31  | B     | Waruna Lakshan      | Sri Lanka                  | 73,16 | x     | x     | 73,16         |           |
| 32  | A     | Edis Matusevičius   | Lituania                   | x     | x     | x     | fără rezultat |           |

### Finala
Finala a avut loc pe 12 august și s-au înregistrat următoarele rezultate:
| Loc | Nume                | Naționalitate   | Rundă | Rundă | Rundă | Rundă | Rundă | Rundă | Lungime | Note |
| Loc | Nume                | Naționalitate   | 1     | 2     | 3     | 4     | 5     | 6     | Lungime | Note |
| --- | ------------------- | --------------- | ----- | ----- | ----- | ----- | ----- | ----- | ------- | ---- |
| 1   | Johannes Vetter     | Germania        | 89,89 | 89,78 | 87,22 | x     | 82,25 | 87,71 | 89,89   |      |
| 2   | Jakub Vadlejch      | Cehia           | 77,10 | 89,73 | 85,04 | 86,23 | 87,70 | 83,22 | 89,73   | (PB) |
| 3   | Petr Frydrych       | Cehia           | 84,31 | 80,48 | 82,94 | 87,93 | 87,93 | 88,32 | 88,32   | (PB) |
| 4   | Thomas Röhler       | Germania        | 87,08 | 88,26 | x     | 86,14 | 85,97 | 86,40 | 88,26   |      |
| 5   | Tero Pitkämäki      | Finlanda        | 83,49 | x     | 86,94 | 79,69 | x     | x     | 86,94   |      |
| 6   | Ioannis Kiriazis    | Grecia          | 79,57 | 81,68 | 84,52 | 82,79 | x     | 79,4  | 84,52   |      |
| 7   | Keshorn Walcott     | Trinidad-Tobago | 84,48 | x     | 80,63 | 83,62 | x     | 81,82 | 84,48   |      |
| 8   | Andreas Hofmann     | Germania        | 75,45 | 83,76 | 80,96 | 83,65 | 81,94 | 83,98 | 83,98   |      |
| 9   | Marcin Krukowski    | Polonia         | 82,01 | x     | 79,54 | z     | z     | z     | 82,01   |      |
| 10  | Ahmed Bader Magour  | Qatar           | 76,34 | 81,77 | 79,34 | z     | z     | z     | 81,77   |      |
| 11  | Magnus Kirt         | Estonia         | 80,48 | x     | x     | z     | z     | z     | 80,48   |      |
| 12  | Davinder Singh Kang | India           | 75,40 | x     | 80,02 | z     | z     | z     | 80,02   |      |
| 13  | Julius Yego         | Kenya           | x     | 76,29 | 75,31 | z     | z     | z     | 76,29   |      |

## Legendă
RA Record african | AM Record american | AS Record asiatic | RE Record european | OCRecord oceanic | RO Record olimpic | RM Record mondial | RN Record național | SA Record sud-american | RC Record al competiției | DNF Nu a terminat | DNS Nu a luat startul | DS Descalificare | EL Cea mai bună performanță europeană a anului | PB Record personal | SB Cea mai bună performanță a sezonului | WL Cea mai bună performanță mondială a anului